# Olaus Erici Moretus
Olaus Erici Moretus eller Olaus Erici Moret Sudermannus, född 1592 på Vaxängs gård, Strängnäs, död 7 november 1628 i Mälaren (drunknad), var en svensk professor och hovpredikant.

## Biografi
Olaus Erici Moretus var son till slottsbefallningsmannen på Gripsholms slott Erik Olofsson och Margareta Persdotter. Nio år gammal började han Strängnäs skola och blev 1609 student vid Uppsala universitet för vilka studier han fick kungligt stipendium. Efter prästmötet i Strängnäs 1614 blev han conrektor vid skolan, men upptäcktes av Axel Oxenstierna som såg till att han fick ett resestipendium så att han kunde fortsätta sina studier. Under slutet av år 1615 begav han sig därför till universitetet i Rostock, men begav sig snart vidare till universitetet i Wittenberg där han studerade i fyra år. Sedan han återvänt till Sverige blev han efter en provpredikan utnämnd till drottning Kristinas hovpredikant varpå han prästvigdes. Därefter fick han ett nytt resestipendium och blev så 1621 magister vid universitetet i Jena. Han var därefter teologie lektor vid Strängnäs skola. 1626 kallade Johan Skytte honom till professuren i logik och metafysik vid universitetet. Redan efter ett år i den befattningen förolyckades han i Mälaren under sina bröllopsbestyr.
Under sitt år i Uppsala skrev han en likpredikan över Catharina Tidemansdotter.
Moretus gifte sig 1622 med Anna Eriksdotter, vars far Erik Gudmundsson var borgmästare i Arboga och bror Peder Eriksson var underlagman i Västergötland. Sedan han 1627 blivit änkling med små barn, skulle han gifta om sig med änkan efter befallningsmannen i Vaxäng, men döden gick emellan.